# جون غانثر
جون غانثر (بالإنجليزية: John Gunther)‏ (30 أغسطس 1901، شيكاغو في الولايات المتحدة - 29 مايو 1970)؛ كاتب، صحفي، مؤلف وروائي أمريكي.

## روابط خارجية
- جون غانثر على موقع IMDb (الإنجليزية)
- جون غانثر على موقع الموسوعة البريطانية (الإنجليزية)
- جون غانثر على موقع قاعدة بيانات برودواي على الإنترنت (الإنجليزية)
- جون غانثر على موقع إن إن دي بي (الإنجليزية)
- جون غانثر على موقع ديسكوغز (الإنجليزية)